# 潮崎豪
- 潮﨑豪

潮崎 豪（しおざき ごう、1982年1月21日 - ）は、日本の男性プロレスラー。熊本県熊本市出身。血液型AB型。東海大学第二高等学校（現：東海大学付属熊本星翔高等学校）卒業。プロレスリング・ノア所属。

## 来歴

### 少年時代
兄1人と姉1人を持つ第3子として生まれる。プロレスファンの兄の影響で小学2年生の頃よりプロレス、特に全日本プロレスをテレビ観戦するようになり、超世代軍のファンとなる。小学3年時からやり始めた少年野球では、4、5番打者を任される捕手を務め、地元・熊本の東地区優勝を果たしている。同様に小学校時代はエースで4番を務める野球選手で後に潮崎の東海大二高の1学年後輩となる女子プロゴルファーの古閑美保と、少年野球の試合で対戦したこともある。熊本市立西原中学校ではバスケットボール部に入部、ポジションはセンターフォワードを務め、3年時にはキャプテンを任された。高校に進学してもバスケを継続、2年時よりレギュラーとなり熊本県でベスト4という成績をおさめている。
高校卒業後、警察官の父に倣い警察官採用試験を受験するも失敗、公務員予備校に通いながらフリーター生活をおくっていた。そんなある日、プロレスリング・ノアの創業者である三沢光晴の「ぶっちゃけ、プロレスラーは根性さえあれば誰でもなれる」という発言をテレビで耳にし、またある日には野球経験者で格闘技経験がないという共通項のある小林健太（後のKENTA）が全日本プロレスの新人テストに合格したという記事を『週刊プロレス』のバックナンバーを再読中に目にする。それらに感化された潮崎は、子供の頃は「住む世界が違う」「なれるはずがない」という理由で自らの職業とする考えはなかったプロレスラーになることを思い立つ。

### プロレスリング・ノア
後日、三沢が小橋建太に対し、花道からの断崖式タイガー・スープレックスを敢行した2003年3月1日のGHCヘビー級選手権試合をテレビ観戦していたところ、「プロレスリング・ノア第2回新人公開オーディション」の告知の「練習生募集」のテロップを目の当たりにする。必要書類を送付したところ、書類選考を通過する。受験直前には既に合格できるだろうという自信があったという2003年4月17日実施の体力テストにおいて、参加者23名の中の合格者6名のうちの1人となり、1週間後に入門（21歳）。憧れていた小橋の付き人となり、のちに合宿所の寮長も務めた。
2004年6月26日（22歳）、この日京都KBSホールで行われたバトルロイヤルでプレデビュー。同年7月24日、ディファ有明での秋山準&橋誠戦（パートナーは本田多聞）にて正式デビュー。第2回入門テスト合格者6名の中で、唯一デビューまでこぎつけた。ノアでは、2001年12月24日の鈴木鼓太郎（当時は鈴木康弘）以来2人目となる生え抜きの新人デビューであり、初のヘビー級からのデビューでもあった。
なお、デビュー翌日25日の長岡市厚生会館大会の第1試合で行われた潮崎の初シングル戦の相手は杉浦貴であり、試合は杉浦のジャーマン・スープレックス・ホールドで敗れている。

#### 白GHC挑戦 - キング・オブ・ヨーロッパ・カップ出場
2004年11月21日、宮城県スポーツセンターで行われたKENTA蹴撃七番勝負最終戦の丸藤正道対KENTAの試合後、GHC無差別級王者である丸藤に「15分時間切れの場合王座移動」というルールで挑戦するも、時間切れ12秒前に不知火で敗れる。
2005年1月のシリーズで潮崎豪七番勝負が全試合行われた。相手は小川良成、秋山準、齋藤彰俊、三沢光晴、リック・スタイナー、田上明、小橋建太（試合順）。相手の得意技を出すなど健闘するが、0勝7敗で終了した。同年4月24日の日本武道館大会で、天龍源一郎・秋山準相手に小橋と師弟タッグを組んで戦った一戦は、天龍のパワーボムで潮崎が敗れた。
2005年8月24日、福島市国体記念体育館大会の対エディ・エドワーズ戦においてムーンサルトプレスでピンフォール勝ちを収め、シングル戦初勝利を収めた。
2005年11月5日、日本武道館で行われた小橋・潮崎組vs佐々木健介・中嶋勝彦組という師弟タッグ対決で爆発。健介、中嶋へジェラシーをぶつけ、果敢に挑んでいったが、健介のラリアットで潮崎が敗れた。試合後は礼は行ったものの、悔しさのあまり健介との握手は拒否した。同月11-15日、小橋・秋山と共にヨーロッパへ初遠征。
2006年1月11日、後楽園ホール大会のKENTAとのシングルマッチにて、フィニッシュ技「go 2 sleep」の膝を顎で受けてしまい、同箇所を骨折。全治3か月の重傷を負って欠場。同年6月9日、選手会興行にて復帰。当初の復帰予定はまだ先だったが、谷口周平の怪我による欠場で、急遽出場の運びとなった。
2006年8月にSUWAと、2007年4月19日からは青木篤志と共にそれぞれ約1か月間ヨーロッパへ遠征する。2007年4月下旬、キング・オブ・ヨーロッパ・カップ（英語: King of Europe Cup）に出場し、1回戦でRQW（英語: Real Quality Wrestling）所属のマーチン・ストーンに勝利するも、2回戦（準々決勝）でPWG所属のデイビー・リチャーズに敗れた。

#### GHC初挑戦 - アメリカ武者修行
2007年10月、田上とのタッグで臨んだGHCタッグ選手権王座決定リーグ戦でGHC初挑戦。しかし1点止まりの最下位に終わる。
2007年9月9日、ノアの日本武道館大会にて三沢とのタッグで臨んだ無我ワールド・プロレスリングの藤波辰爾・西村修戦は、潮崎が西村の足4の字固めで敗北した。同年12月、無我ワールド・プロレスリングのトーナメントに参戦。1回戦で竹村豪氏に勝利するも、準決勝で吉江豊に敗れた。
2008年1月20日、ノアの後楽園大会で行われたROH世界ヘビー級選手権試合にて選手権者のナイジェル・マッギネスに挑戦するも、ロンドン・ダンジョンで敗れた。同年2月、ノアと業務提携を結んでいるアメリカのROHに、無期限の武者修行という形で派遣される。
2008年4月、第1回グローバル・タッグ・リーグ戦にて田上の要請を受け、一時帰国して田上とタッグチームを結成して出場。1勝止まりの最下位に終わった。リーグ終了後、再び渡米。
2008年8月23日、フロリダ州クリスタルリバーでエリック・スティーブンス（英語: Erick Stevens）が君臨するFIP世界ヘビー級王座に挑戦。ムーンサルトプレスで勝利し同タイトル（第7代）を獲得。同年9月1日、WWEのセントルイス大会のダーク・マッチに出場、ジミー・ワン・ヤンと対戦し敗北。この直後、同団体より所属契約のオファーが届き、潮崎も「やってみたい気持ちはあった」というが、3年という契約期間が三沢社長の想定を超えていたことや、日本テレビのノアの地上波放送が翌年3月をもって終了することが内定していた時期ということもあり、契約は成立しなかった。
同年10月4日、ミズーリ州ウエストプレーンズで9人によるバトルロイヤルという形で行われたWLW世界選手権に勝利し、WLW世界ヘビー級王座（第43代）を獲得する。同年12月20日、フロリダ州クリスタルリバーで行われたFIP世界ヘビー級選手権試合でタイラー・ブラックに敗れ、王座から陥落した。

#### 凱旋帰国 - GHC初戴冠&陥落
その後、潮崎は風格・肉体も大きくなって凱旋帰国し、2008年12月23、24日にディファ有明で行われた「ザ・トーナメント'08」に参戦。1回戦で森嶋猛、2回戦で小川とチャンピオン経験者を連破する形で準々決勝（3回戦）に進出するも、当時GHCヘビー級王者であった健介に敗れる。しかし、その後も潮崎は力皇猛・バイソン・スミスなどチャンピオンクラスの先輩選手を次々撃破している。潮崎はこの頃、寮生活を卒業し一人暮らしを始めている。
2009年3月1日、ノアの日本武道館大会にて杉浦とタッグで自身初の新日本プロレスとの対抗戦となった中邑真輔・ミラノコレクションA.T.戦では、潮崎がミラノに勝利した。
2009年4月19日、自身初のGHCシングル挑戦となった札幌・月寒アルファコートドーム大会における秋山戦にてスターネス・ダストαで敗れ、王座奪取に失敗する。

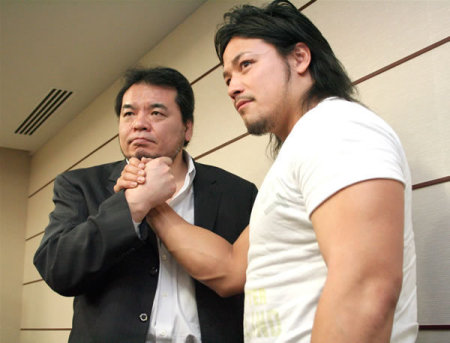
2009年5月6日日本武道館にて、 第2回グローバル・タッグ・リーグ戦のタッグパートナーでもある三沢と握手を交わす潮崎（右）。

2009年5月6日、潮崎は三沢とタッグチームを結成し4月11日より臨んだ第2回グローバル・タッグ・リーグ戦の最終戦が日本武道館で行われ、健介・森嶋組と対戦。試合は、潮崎が豪腕ラリアットで森嶋から勝利を奪い、合計9点をマークして優勝を決めた。
2009年6月13日、潮崎は広島グリーンアリーナ大会にて、齋藤・バイソン・スミスが持つGHCタッグのベルトに三沢と挑戦するが、奪取に失敗した。この試合で潮崎のパートナーの三沢が齋藤の急角度バックドロップを受け、試合後のリング禍により46歳の若さで急逝した（なお、詳細については三沢光晴の項目を参照。）。潮崎は、三沢の最後のタッグパートナーとなった。翌日の6月14日、博多スターレーン大会にて秋山が腰椎椎間板ヘルニアによりGHCヘビー級王座を返上、この日ベルトを賭けて秋山と対戦予定だった力皇の対戦相手として潮崎が指名された。GHCヘビー級王座決定戦となった試合は潮崎が力皇を破り、第15代王者となった。なお、ノア生え抜き選手としては初の戴冠となった。
2009年7月5日、ディファ有明で行われた選手会興行にて当時GHCジュニア王者であったKENTAとの「GHCヘビー対ジュニア」のシングル対決が実現した。試合は垂直落下式変形リバースDDTでKENTAから初勝利を奪った。
2009年10月、AAAへ遠征。ケンゾー・スズキ（現：KENSO）、スギとトリオタッグを組む。
2009年12月6日、日本武道館大会でのGHCヘビー級選手権で挑戦者の杉浦に雪崩式オリンピック予選スラムで敗れ、2度目の防衛に失敗した。

#### 2010年
1月4日、「エース対決」、「イケメン対決」と宣伝された、新日本プロレスの棚橋弘至との「レッスルキングダム IV」IN 東京ドームでの一戦は、棚橋のハイフライフローで潮崎が敗れた。
1月、テーマ曲を「Keep on Going」から「ENFONCER」に変更し、臨んだ第3回グローバル・タッグ・リーグ戦であったが同月16日の佐野巧真・高山善廣戦にて、佐野に対するダイビング・ニー・ドロップの着地の際、右腕を負傷する。後日「右撓骨骨幹部骨折及び右肘内側側副靭帯損傷」と発表され、1月19日からの試合を欠場した。
4月10日、「Spring Navig. '10」開幕戦の後楽園大会にて6度目のシングル対決となる丸藤戦での復帰が、潮崎の要望により実現した。過去5戦は潮崎の全敗だったが、治癒仕立ての右腕にタイガーフロウジョンからの腕ひしぎ逆十字を決められ、レフェリーストップという形で敗北した。
5月23日、新潟市体育館で行われたAAA世界タッグ選手権で王者組の森嶋猛・石森太二に青木篤志とのタッグで挑戦、潮崎が石森に勝利しAAA世界タッグ王座（第6代）を獲得。同年6月6日、メキシコシティで行われたトリプレマニア18（英語: TripleMania XVIII）にて、AAA世界タッグ選手権（4WAY MATCH）で敗れ、王座から陥落した。
6月19日、新日本プロレスの大阪府立体育会館大会で行われたIWGPヘビー級王座選手権で同王座初挑戦。しかし、王者の真壁刀義にキングコング・ニードロップで敗れ、王座奪取に失敗した。
7月30日-8月1日、金丸と共に4度目の欧州遠征。
8月6-15日に行われた新日本プロレスのG1 CLIMAXに初出場。4勝2敗1分けで9点を獲得し、Bブロック2位タイの成績を収めた。同月22日、ノアの有明コロシアム大会にてG1で30分時間切れ引き分けとなった新日本の中邑真輔と再戦、変形ゴー・フラッシャーで中邑に勝利した。
10月30日、後楽園ホール大会において鼓太郎・小川と新ユニットを結成。名称は未定だったが、後日各マスコミにより潮崎軍の名で定着するようになった。
12月3日、IGFが両国国技館で主催した「INOKI BOM-BA-YE 2010」に参戦。澤田敦士と対戦し、豪腕ラリアットで澤田から勝利を収めた。

#### 2011年
1月4日、「レッスルキングダム V IN 東京ドーム」大会で、リベンジを申し込んできた中邑と対戦したが、中邑のボマイェで潮崎が敗れた。同月15日、秋山復帰戦となる大阪府立体育会館大会の秋山&齋藤組vs潮崎&谷口組にて、ゴー・フラッシャーで秋山から初勝利を果たした。
5月1日、KAIENTAI-DOJOに初参戦。滝澤大志と対戦し、豪腕ラリアットで勝利する。
同月中旬にGHCヘビー級ベルト最多防衛記録を塗り替えた王者杉浦貴への挑戦を表明していた一人である齋藤を5月25日の後楽園大会で破り、その場で杉浦に対し挑戦を表明するも、同時に森嶋も挑戦を表明、杉浦が「どっちでもいいよ。次のディファ辺りで決着つけろ!」とコメントしたことで、6月11日に潮崎対森嶋の次期挑戦者決定戦が行われた。潮崎も、森嶋の重量攻撃に圧倒されながらも師である三沢の得意技だったエメラルドフロウジョンやランニングエルボーを使用し、豪腕ラリアットで森嶋から初フォール勝ちを収めた。
7月10日、有明コロシアムで杉浦とのGHCヘビー級選手権試合が行われ、30分近くにおよぶ激闘の末、変形リバースDDTで勝利し、自身2度目の戴冠を果たした。これに伴い、8月27日のALL TOGETHERのNOAH選手代表を杉浦と交代することとなった（当時のALL TOGETHERの対戦カードは発表されていなかったため、これと言った大きな支障はなかった。）
同月23日、大阪大会で行われた小橋建太復帰戦で小橋のパートナーとして出場。また同日のGHCタッグ選手権終了後、谷口とのコンビで王座防衛に成功したジャイアント・バーナード、カール・アンダーソン組に挑戦を表明する。10月31日にGHCタッグ戦が行われ、奪取に失敗した。
8月7日、反体制ユニット「NO MERCY」の対抗勢力として結成された「ANTI NO MERCY UNION」（略称・ANMU）への加入を表明。
同月27日、新日本プロレス・全日本プロレス・NOAH合同開催のALL TOGETHERに参加。7月のGHC戴冠に伴い、メインイベントで棚橋弘至・諏訪魔とタッグを組んで中邑・KENSO・杉浦組と対戦。この試合において潮崎は棚橋・諏訪魔と一緒になって杉浦にトリプルドロップキックを見舞う光景の写真は3団体が1つとなった証としてALL TOGETHERの写真の中でも屈指の知名度を誇ることとなった。
9月7日、年上女性と結婚したことを発表した。
11月27日、有明コロシアムにて行われたGHCヘビー級選手権試合で、グローバル・リーグ戦2011準優勝のKENTAと対戦、勝利を収め3度目（初防衛の相手は秋山準、2度目の防衛は高山善廣）の防衛に成功した。

#### 2012年
1月22日、大阪府立体育会館で行われたGHCヘビー級選手権試合で森嶋のバックドロップに敗れ、4度目の防衛に失敗した。
2月19日、仙台サンプラザホールで行われた「ALL TOGETHER ～もう一回、ひとつになろうぜ～」にて、真田聖也・内藤哲也とのタッグで森嶋・諏訪魔・棚橋とメインイベントで対戦するも、森嶋に敗北。なお、潮崎とのタッグで秋山&斉藤の持つGHCタッグベルトに挑戦を表明していた小橋が、同大会で両膝を負傷し長期欠場。代役として武藤敬司の参戦が決定したもののノンタイトル戦との発表がなされたため、潮崎は秋山からタイトルマッチとして戦いたいとの要求を突きつけられる。潮崎は後日全日事務所に出向き武藤にGHCタッグ選手権試合として戦うことを懇願、武藤はこれを受諾し、同選手権試合の開催が決定した。
3月18日、横浜文化体育館にてGHCタッグ選手権試合が行われたが、秋山にスターネスダストで敗れた。潮崎はその場で秋山から秋山軍入りを要請され、握手を求められるも拒絶したが、4月14日の大阪府立体育会館第二競技場で行われたグローバル・タッグリーグ戦にてマイバッハ谷口の反則攻撃にさらされていた秋山を救出、秋山軍加入を表明。秋山軍は後日正式名「S・A・T」と発表された。
7月22日、NOAH初進出となった両国国技館大会にて、GHCヘビー王座を王者・森嶋と争うも敗れた。
7月20日-8月5日に行われたZERO1の「火祭り2012」に参戦、最終日の後楽園ホール大会にて大谷晋二郎に豪腕ラリアットで勝利しAブロックを3勝1分=7点の首位で田中将斗と決勝で対戦するも、田中のスライディングDで敗北した。
10月26日、新潟市体育館で行われたGHCタッグ王座戦にて、齋藤とのタッグで王者組のKENTA&マイバッハ谷口に挑戦、リミットブレイクでKENTAから勝利。王者組の初防衛を阻止するとともに、潮崎にとって同王座6度目の挑戦にして初戴冠となった。しかし、12月9日の両国大会における挑戦者組の丸藤&杉浦との防衛戦に敗れた。
12月、年内をもってプロレスリング・ノアを退団する旨が会社より発表、12月24日の有明大会を最後に退団した。

### フリー

#### 2013年
2013年1月、小橋からバーニングを託された秋山と潮崎・金丸・鈴木・青木のノア離脱組で行われた決起集会において、バーニングを再結成。26日、全日本プロレス「2013新春シャイニング・シリーズ」の最終戦に5人で来場し、全日マットに参戦することが発表された。その後、3月17日両国大会にて、秋山とのタッグで大森隆男&征矢学から世界タッグ王座を奪取。初参戦となった4月のチャンピオン・カーニバルでは、Aブロックを3勝0敗2分＝8点の首位で終え、Bブロック2位通過のKAIとの準決勝に臨んだが敗北した。
5月11日に開催された「FINAL BURNING in Budokan 小橋建太引退記念試合」では、KENTA・金丸・マイバッハとのタッグで、小橋・武藤・秋山・健介と対戦。小橋・健介と逆水平合戦を繰り広げた。

### 全日本プロレス
2013年7月5日、新体制を迎えた全日本プロレスに正式入団。同月14日、後楽園ホール大会のメインで諏訪魔とのシングル3本勝負に臨み、2勝1敗で勝利。8月25日大田区総合体育館で行われた、自身にとって三冠初挑戦となる王者諏訪魔との35分を超える王座戦は、諏訪魔のラストライドに敗れた。9月、初開催となる王道トーナメントを勝ち上がり、23日名古屋国際会議場大会にて曙と優勝を争うもヨコヅナインパクトで敗れ、準優勝に終わった。10月22日、新潟・三条市栄体育館で行われた世界タッグ戦にて、挑戦者組の諏訪魔＆ドーリングに敗れ、4度目の防衛に失敗した。
同月、鈴木・青木と共にバーニングを離脱。11月18日、その3人にKENSOを加えた新ユニットXceedを結成。同月21日、初陣となるタッグマッチで早速KENSOの裏切りに遭ってしまうが、新たに宮原健斗が加わり、改めて新ユニット始動となった。11月30日から開催された世界最強タッグ決定リーグ戦を宮原とのタッグで戦い2位となり、12月8日大阪府立体育会館第2競技場にて諏訪魔&ドーリング組との優勝決定戦が行われたが、宮原が諏訪魔に敗れ準優勝に終わった。

#### 2014年
2014年9月、第二回王道トーナメントに出場。一回戦で三冠王者のジョー・ドーリングに勝利するとそのまま勝ち進み、優勝決定戦で諏訪魔と対戦してこれに勝利し、同トーナメント初優勝となった。

#### 2015年
2015年1月3日、ドーリングをランニングからの豪腕ラリアットで破り、第51代三冠ヘビー級王者となった。
5月6日、後楽園ホール大会にて曙&吉江豊の保持する世界タッグ王座に宮原健斗とのタッグで挑戦。試合は見事相棒の宮原が吉江をジャーマンスープレックスでピンを奪い、世界タッグ王座獲得とともに、史上10人目の五冠王となった。

### フリー
2015年9月30日付けで全日本を退団。11月11日に古巣のプロレスリング・ノアへの参戦が明らかになり、同月20日の後楽園ホール大会に来場することとなった。

#### 2016年
2016年1月31日、横浜文化体育館大会で鈴木みのると一騎討ちを行い、1月9日より昨年全日本を退団しフリーとして活動中だった金丸と結託するも、同試合で突然潮崎のパートナーの金丸がまさかの裏切り行為で鈴木の勝利をアシストしてしまった。潮崎はまた、試合後に谷口と共闘をすることとなった。
3月17日、谷口とのタッグでランス・アーチャー&デイビーボーイ・スミス・ジュニア組（K.E.S.）の持つGHCタッグに挑戦するも、敗れてしまった。
5月28日、杉浦の持つGHCヘビーに挑戦し勝利し、王座返り咲きに成功した。

### プロレスリング・ノア
6月12日、Emerald Spirits 2016 in KORAKUENにてシェルトン・X・ベンジャミンを相手に防衛戦を行い勝利。試合後ノアに入団を要請すると、丸藤がノアのロゴ入りのジャージを潮崎に渡して潮崎のノア再入団が決まった。
2018年12月7日、中嶋勝彦とタッグを組み、GHCタッグ王座を奪取。
2019年4月24日、中嶋とのタッグでモハメド・ヨネ&クワイエット・ストーム組を下し、再びGHCタッグ王座に輝く。また、試合後のインタビューでチーム名を「AXIZ」（アクシス）にすることを発表した。その後、杉浦&KAZMA SAKAMOTO組に破れ1度は手放すものの6月27日の後楽園大会で杉浦&KAZMA組を破り、史上最多となる3度目のタッグ王座戴冠を果たした。
2020年1月4日、清宮海斗を下し4年振りのGHCヘビー級王座戴冠。翌5日のタッグ王座戦では丸藤&望月成晃組に破れ、2冠王者とはならなかった。
3月29日、GHCヘビーの初防衛戦で元IWGPヘビー級王者の藤田和之と対戦、57分47秒に及ぶシングルマッチを制して初防衛に成功した。

## 得意技
ラリアット、逆水平チョップ、ムーンサルトプレス、フライング・ショルダー・アタックなど、潮崎の師匠の小橋が現役時代に愛用していた技を多く用いている。潮崎はそのことについて、「意識して真似している訳ではないが、一番近くにいる人なので似てきてしまっているのだろう」「使い続けていくうちに、小橋さんではなく、自分のものにしていく。」とコメントしている。

### フィニッシュ・ホールド
豪腕ラリアット
小橋のラリアットは「剛腕ラリアット」と呼ばれるが、潮崎のラリアットは「豪」という自分の名前に引っ掛けて「豪腕」という字を使っている。
小橋の癌による長期欠場後に使い始めたもので、ランニング式、ショートレンジ式、上空ホイップ式、カウンター式の4種を使い分けている。現在のメインフィニッシュであり、ゴー・フラッシャーの後に繰り出すことが多い。
ゴー・フラッシャー
変形ファイナル・カット。
現在の潮崎のフィニッシャー。相手をブレーンバスターの体勢で垂直になるまで持ち上げ、両膝を屈伸させた反動を使って軽く宙に浮き上がらせた相手の体から腕を離して、仰向けの状態で落下する相手の喉元を左腕でラリアットを打ち込み、自身は尻餅をつく形で倒れ込み落下させた相手の後頭部から背中を叩きつける。
初披露は2007年度に行われた白GHCタッグトーナメント1回戦。
命名は鈴木鼓太郎で、元ネタはロボットアニメ『戦国魔神ゴーショーグン』の必殺武器から。
リバース・ゴー・フラッシャー
ブレーンバスター体勢で垂直になるまで持ち上げてから、相手をうつ伏せ状態の形で前方に放りながら相手の後頭部に目掛て自らの右腕ラリアットで叩きつけて、自身は尻餅をつく形で倒れ込み、落下させた相手は顔面からマットに叩きつける技。初披露は2011年7月のGHCヘビー級選手権試合で、対戦相手は杉浦であった。
変型ゴー・フラッシャー
アルゼンチン・バックブリーカーの体勢で相手を担ぎ上げ、そこから前方へ投げ落とすと同時に左腕を相手の首元に巻きつけ、体重を掛けてマットに叩きつける変型のゴー・フラッシャー。
リミットブレイク
背後から相手の右腋に首を入れ、相手の左手首を股下から右手で掴み、左手を相手の右肩越しに首元に巻き付ける。そのまま勢いをつけ、自分の胸に相手の背中を載せるように垂直に持ち上げて左側に倒れ込みながら相手の顔面をマットに叩き付ける技。
大一番の試合で、雪崩式リミットブレイクを使用することもある。
初披露は2009年4月のグローバル・タッグリーグ戦で、相手は谷口であった。
潮崎は名前はまだ付いていないとし、精度を上げてから付けたいと答えていた。そのため呼称は様々で、変型ゴー・フラッシーの他、リバース・ノーザンライト・ボム、リストクラッチ式変形リバースパワースラム、リストクラッチ式変形リバースパワースラム、変型リバースDDTなどと呼ばれていたが、2011年11月のGHCヘビー級選手権試合で、KENTAを相手にバックドロップの形で後頭部から落下させる改良型を披露し、両方の技ともにリミットブレイクを技名にすると回答した。技名は『仮面ライダーフォーゼ』に由来する。
ムーンサルトプレス
潮崎が初期から使い続けている技。ただし、初期には距離調整の失敗でムーンサルトヘッドバットや、ムーンサルトニープレスになってしまうことも多かった。相手に逃げられることも多い。初期は縦飛びではなく斜め飛び（武藤敬司式）であったが、現在は潮崎のジャンプ力を生かし、コーナー近くに相手をダウンさせ、高く飛ぶことによって飛距離を短く、滞空時間が長い美しい弧を描くものに進化している。セカンドロープからライオンサルトを見せることもある。

### 打撃技
逆水平チョップ
豪腕ラリアット同様、小橋の癌による長期欠場後に使い始めたもので、自身の代名詞となる技を会得すべく小橋の技を見て盗んだと語っている。潮崎の繰り出す逆水平チョップは、非常に乾いた打撃音を残すため観客にもその痛みが伝わりやすく、数発で相手の胸板が真っ赤に腫れあがるほどの威力を誇る。秋山には「チョップだけなら小橋さんに匹敵する」、「小橋さん並に喰らいたくないチョップ」、「今一番痛いチョップ」であると言わしめている。また、クリス・ヒーローも今まで戦ってきたレスラーの中で一番強烈なチョップをするといった趣旨のコメントをしている。相手をコーナーに振っての串刺し式逆水平チョップといった小橋が現役時代にはやっていなかったムーブを考案しているほか、起き上がり小法師式逆水平チョップも使用している。
袈裟切りチョップ
この他にも、バックハンド式、上空ホイップ式のほか、マットに尻をついている相手に傾れ込むようにして仕掛けるランニング式がある。
ローリング袈裟切りチョップ
小橋とは回転方向が逆で、潮崎のローリング袈裟斬りチョップは素早く左回転しながら首筋に空手チョップを叩き込む（小橋の場合は、右回転で逆水平。）。小橋の長期欠場が始まってから使い始めた技で、バックハンドの要領で繰り出される袈裟切りチョップから決めポーズによる「ため」を経て繰り出されることが多いため、相手に隙を突かれカウンターの一撃を食らう場合も多い。小橋と同じローリング袈裟切りチョップも使用する。
ゴーハンマー
屈んだ体勢の相手の後頭部にハンマー・パンチを打ち下ろす技。
エルボー
ランニング・エルボー
ワン・ツー・エルボー
ローリング・エルボー
フライング・エルボー
デビュー間もない頃はフライング・エルボーも使用していた。
ドロップキック
潮崎のドロップキックは、ジュニアヘビー選手に匹敵するほどの跳躍をするため非常に打点が高い。その場跳び式にもかかわらず、川畑輝鎮の顔面にヒットさせたこともある。
トラース・キック
テレビ中継で「丸藤正道を彷彿させる」と解説されたことがある。
ニー・ドロップ
ニーリフト
ランキング・ニー

### 投げ技
ブレーンバスター
雪崩式ブレーンバスター
潮崎の場合は、自身がリング向きになり相手を持ち上げ落とす際に回転しながら最終的にブレーンバスターの形で落とす。
バックドロップ
ジャーマン・スープレックス
新人時代は、ローリング・クレイドルからジャーマンへと連続で出すことが多かった。谷口と共に仕掛ける「眉山」と同型の技も敢行する。
ターンバックル・ジャーマン・スープレックス
ジャーマン・スープレックスで相手をコーナー目掛けて投げ捨て、後頭部にターンバックルを強打させる技。潮崎のオリジナル技である。2005年11月5日、日本武道館で行われた小橋・潮崎組vs佐々木健介・中嶋勝彦組で中嶋に繰り出した。
フィッシャーマン・バスター
デビュー時はフィッシャーマンズ・スープレックスの形でホールドしてフォールを取りにいっていたが、次第に威力を優先させるようになっていった。
回転地獄五輪パート0
スタンディング肩固めから裏投げのように相手を投げて、グラウンドでフォールの体勢に入る。相手が返すと首を反らせる変型の肩固めに移行する。投げた後フォールの体勢に入らない。グラウンドでの変型肩固めを単独で使用することも多く、ギブアップを奪ったこともある。元々は本田多聞の技。
DDT
旋回式スクラップ・バスター
左腕で相手の右肩上から背中を、右腕で相手の股座から尻を持ち自分の胸の前で水平に持ち上げる（このとき相手の身体は自分の方を向いている）。自分から見て右から左にスイングした直後に右腕を離すと同時に左腕で相手の後頭部をマットに叩きつける。雪崩式も使用する。
変形パワーボム
相手の頭を自分の股の間に挟みこみ、相手の正面で右手首をつかんでからカナディアン・バックブリーカーの体勢で相手を担ぎ上げる。続いて相手を下から押し上げ、その勢いで相手の体をきりもみ回転させながら、落下する相手の胴に腕を落として相手の背中、後頭部をマットに叩きつける。
パワーボム
シットダウン・パワーボム
潮崎のパワーボムは相手を担ぎ上げて溜めを作り、シットダウン式・パワーボムで相手をマットに叩きつける。
オレンジ・クラッシュ
ブレーンバスターの体勢で抱え上げ、前に放り投げて開脚しながら尻餅をつき、相手を背面からマットへジャンピングボムで叩きつける技。
フランケンシュタイナー
雪崩式も使用する。
エプロンへのホイップ
ロープ付近で相手をブレーンバスターの体勢で持ち上げ、エプロンに投げ捨てる。場外マットに直接投げ捨てることもある。
エメラルド・フロウジョン
ヘビーキラー・ラリアット

### 関節技・絞め技
ボストンクラブ
ハーフボストンクラブ
アームバー
ニーバー
フィギュア・フォー・レッグロック
スリーパー・ホールド

### 飛び技
フライング・ショルダー・アタック
その場跳び式/ランニング式/ダイビング式の3種を使い分けている。
ダイビング・ニー・ドロップ
トップロープに登っている潮崎の側から見て、倒れている相手が右向きの場合は左膝を、左向きの場合は右膝を落とす。
トペ・スイシーダ
跳躍力を活かし、基本的にノータッチで繰り出される。

### 場外技
ランニング・ニー
相手をエプロンから頭部だけ場外に出した状態でうつぶせに寝かせ、場外端から走り込み膝を頭部に叩き込む技。
シーソースルー
コーナーポストから一定の距離を置いた場外で仰向けに倒れている相手の両脛を脇に抱え、コーナーポストを背にし後方に倒れ込むと同時に膝を曲げ、膝を支点としたシーソーの体勢で後方のコーナーポストへ相手を投げやる技。

### フォール技
スクールボーイ
逆さ押さえ込み
スモール・パッケージホールド
ジャックナイフ・ホールド
ローリング・クレイドル・ホールド
相手をコブラツイストの体勢で背後から相手の左脚に自身の左脚をフックする。相手の右脚の付け根のあたりを両腕で抱える様にロックしながら後ろへ倒れこむ。この倒れこむ時の勢いを利用して、自分の首を支点にするように反時計回りにリング上でクルクルと転がる。2、3周転がった後にフォールの体勢に持ち込む

### 連携技
田上明との技
- 田上の喉輪落とし+潮崎のジャーマン・スープレックス。

潮崎軍での技
宮原健斗(エクシード)との技
- SHIN-SEKAI

宮原が2段式ジャーマンで相手を持ち上げ、潮崎がジャンピングラリアットを打ち込み、そのままジャーマンスープレックスで相手を落とす。2014年世界最強タッグ決定リーグ戦にあわせて開発された技。
マイバッハ谷口との技
- 合体式チョークスラム

マイバッハ谷口との合体技。対戦相手の左横に立つ潮崎が相手の左足を自分の左肩の上に乗せ、相手の右横に立つ谷口が相手の喉を右手で鷲掴みして潮崎が右手、谷口が左手を相手の背中に添え、2人がかりで相手の体を高々とリフトアップして潮崎が尻餅をつくと同時に谷口が体を前傾させ、落下させた相手の背中を豪快にマットへ叩きつける新技。

## タイトル歴
プロレスリング・ノア
- GHCヘビー級王座 - 5回 第15代、第17代、第26代、第33代、第38代
- GHCタッグ王座 - 7回 第26代（&齋藤彰俊）、第36代（&マイバッハ谷口）、第40代（&小峠篤司）、第43代（&清宮海斗）、第46代、第49代、第51代（&中嶋勝彦）
- N-1 VICTORY - 1回 第14回（2023年）優勝
- グローバル・タッグ・リーグ戦 - 2回 第2回（2009年）優勝（&三沢光晴）、第11回（2018年）優勝（&清宮海斗）

全日本プロレス
- 三冠ヘビー級王座 - 1回 第51代
- 世界タッグ王座 - 2回 第65代（&秋山準）、第70代（&宮原健斗）
- 王道トーナメント - 1回 第2回（2014年）優勝

ZERO1
- 世界ヘビー級王座 - 1回 第34代

フル・インパクト・プロ
- FIP世界ヘビー級王座（英語: FIP World Heavyweight Championship） - 1回 第7代

ワールド・リーグ・レスリング
- WLW世界ヘビー級王座（英語: WLW Heavyweight Championship） - 1回 第43代

AAA
- AAA世界タッグ王座 - 1回 第6代（&青木篤志）

プロレス大賞
- 2020年度プロレス大賞 殊勲賞
- 2021年度プロレス大賞 ベストバウト（2/12 対武藤敬司）

## 入場テーマ曲
- GO ON BOARD AGAIN - 2016年5月20日〜2018年6月[25]
- ENFONCER（アンフォンセ）（作曲・鈴木修）- 2010年1月〜現在
- Keep on Going（作曲・A-bee） - 若手時代（〜2009年12月）
- My Direction（作詞作曲・SUM 41）- デビュー時〜

## 決め台詞
- 「 I am NOAH!」
- 「 We are NOAH!」

## ユニット加入歴
プロレスリング・ノア
- 第2次バーニング（2004年 - ）
- 潮崎軍（2010年10月30日 - ）
- ANMU（2011年8月7日 - ）
- S・A・T（2012年4月26日 - 12月）

全日本プロレス
- 第3次バーニング（2013年1月 - 11月）
- Xceed（2013年11月18日 - 2015年9月）

プロレスリング・ノア（再入団）
- 潮崎豪・マイバッハ谷口タッグ（2016年2月 - 2017年1月）
- ゴーカイ・タッグ（清宮海斗とのタッグ）（2018年4月 - 6月、2020年8月 - ）
- AXIZ（中嶋勝彦とのタッグ）（2018年12月 - 2020年8月）
- AXIZ（中嶋勝彦とのタッグ）（2023年5月  - 10月）

## 人物・エピソード
「豪」という名前は、「強い身体をもって健康的に生きて欲しい」「強くたくましく育って欲しい」という願いを込め、父親によって名付けられた。実際、潮崎の身体は整体や針治療を受けに行っても「貴方は健康だから来なくてもいいですよ」と言われるほど健康だと秋山準が語っている。子どもの頃の潮崎について、父は「豪は特にヤンチャでもなくて、悪い意味での話じゃなくて、天衣無縫という感じの子でしたね。良識がある元気の良い子だったけど、まぁ、普通の子どもでしたよ。」と語っている。また、潮崎の人柄に関して「お行儀のいい選手」という意見があるのに対し、潮崎は「育ちがいいですからね、お行儀もやっぱりいいでしょうね」とコメントしている。
一時期、新日本プロレスの後藤洋央紀に顔が似ているとよく言われ、後藤もそれを認知している。2009年12月13日に汐留・日テレタワーで行われた潮崎単独のファンイベントでは、近くを通りすがった中年女性に「イケメンの韓流スター」と間違われた。2013年、『週刊プロレス』9月25日号の「女性読者アンケート結果発表！」のコーナーにおける「イケメンだと思う選手」部門で、2位に選出された（1位はオカダ・カズチカ）。また、2015年2月16日放送の『めざましテレビ』プロレス女子特集において、「イケメンだと思うプロレスラー」2位に選出された（1位は飯伏幸太、3位は棚橋弘至）。

### 趣味・特技
趣味は「S.I.C.」など仮面ライダー系のフィギュア収集や、カードゲーム「仮面ライダーバトル ガンバライド」のカード収集。仮面ライダーの作品は全て愛好するが、とりわけお気に入りなのが『仮面ライダー響鬼』。「ストーリーもいいですがそれぞれのキャラがしっかりしていて最高です」とのことである。なお、ノア退団時に着用していた試合用タイツには小さくではあるが、『仮面ライダースカル』のロゴが入っていた。
鈴木鼓太郎が、潮崎のことを「同じ秋葉原を愛する男」としている。三沢光晴から、大好きな『超人機メタルダー』のDVD-BOXをプレゼントされたことがあり、ノアの携帯公式サイト内の三沢との日記で感謝の言葉を述べている。
小学生の頃から漫画を読んでおり、『エンジェル伝説』『ろくでなしBLUES』『わたるがぴゅん!』などを愛読していた。カラオケの十八番は、CHAGE and ASKAの「YAH YAH YAH」、増位山太志郎の「そんな女のひとりごと」。
フリーター時代に調理場を経験し、新弟子時代にちゃんこ番を長く務めており、料理が得意だとされている。得意料理は角煮、豚カツなど。プロレスラー以外の職業では料理人に憧れていたほどで、プロレスラーとなった現在でも凝った料理を作ることがある。

### アメリカ遠征時のエピソード
2008年、遠征先のアメリカをバスで移動中、移動先のホテルで初めて出会った白人男性に身体を触られた上、唇まで奪われそうになったことがあるが、アメリカ遠征での一番の思い出として、ラスベガスにて試合前に食べたケンタッキーフライドチキンで食中毒を起こし、そのまま試合に出場することになり苦しい思いをしたことを述懐している。他にも2009年10月、遠征先のメキシコのレストランにて食事中、現金・パスポート・携帯電話などの貴重品が入ったバッグを盗まれるという被害に遭っており、潮崎自身、「どうも海外は相性が悪いみたい」と語っている。

## メディア出演

### 映画
- 力道山（2006年3月） - 力道山の門下生役

### ドラマ
- Vシネマ「喧嘩の極意6」（2010年2月19日） - 前田信二役

### ミュージックビデオ
- FUNKIST「ALL TOGETHER」（2011年8月24日、ポニーキャニオン）